# Котляр Олег Іванович
Олег Іванович Котляр (нар. 21 травня 1943, місто Петропавловськ, тепер Північноказахстанської області, Казахстан) — український радянський діяч, директор Луганського обласного центру зайнятості, 1-й секретар Ворошиловградського міськкому КПУ, секретар Ворошиловградського обкому КПУ. Член Ревізійної Комісії КПУ в 1986—1990 р.

## Біографія
Народився у родині військовослужбовця. У 1960—1962 роках — слюсар Рубіжанського хімічного комбінату Луганської області.
У 1962—1966 роках — студент факультету хімічного машинобудування Харківського політехнічного інституту, здобув фах інженера-механіка з автоматизації хіміко-технологічних процесів.
Член КПРС з 1967 року.
У 1966—1972 роках — майстер, секретар комітету ЛКСМУ Рубіжанського хімічного комбінату, 1-й секретар Рубіжанського міського комітету ЛКСМУ Луганської області, заступник секретаря партійного комітету КПУ Рубіжанського хімічного комбінату Луганської області. У 1972—1973 роках — 2-й секретар Ворошиловградського обласного комітету ЛКСМУ.
У 1973—1975 роках — 1-й секретар Ворошиловградського обласного комітету ЛКСМУ.
У 1975—1986 роках — 1-й секретар Ленінського районного комітету КПУ міста Ворошиловграда; завідувач відділу організаційно-партійної роботи Ворошиловградського обласного комітету КПУ.
У 1979 році закінчив Вищу партійну школу при ЦК КПУ.
У квітні 1986 — липні 1987 років — 1-й секретар Ворошиловградського міського комітету КПУ Ворошиловградської області.
У 1987 — травні 1990 років — секретар Ворошиловградського обласного комітету КПУ.
У квітні 1990 — 1994 років — заступник голови Луганської обласної ради народних депутатів.
У серпні 1994—2005 роках — директор Луганського обласного центру зайнятості.
З 2005 року — на пенсії у місті Луганську. Був радником директора Луганського обласного центру зайнятості.

## Нагороди
- орден Знак Пошани (1981)
- орден Дружби народів (1986)
- три медалі
- заслужений працівник соціальної сфери України (.12.2000)
- почесний громадянин міста Луганська (.09.2001)